# Saku Ylätupa
Saku Ylätupa né le 4 août 1999 à Espoo en Finlande, est un footballeur finlandais. Il joue au poste de milieu de terrain ou d'attaquant au FC Helsingør en prêt du Kalmar FF.

## Biographie

### En club
Né à Espoo en Finlande, Saku Ylätupa débute en professionnel avec le Klubi-04, jouant son premier match le 9 mai 2015 face à Jippo en championnat. Il entre en jeu lors de cette rencontre remportée par les siens sur le score de deux buts à zéro.
Le 21 juillet 2017 il rejoint l'Ajax Amsterdam pour un contrat de trois ans.
Le 29 janvier 2019 Saku Ylätupa s'engage en faveur du club suédois de l'AIK Solna.
Il se fait remarquer le 9 mars 2020 en inscrivant ses deux premiers buts pour le club en Svenska Cupen face au Kalmar FF. Il contribue ainsi grandement à la victoire de son équipe par trois buts à un et est même désigné comme le héros du match par la presse.
En septembre 2020, Ylätupa est prêté jusqu'à la fin de l'année à l'IFK Mariehamn afin de gagner en temps de jeu. Il fait donc son retour en janvier 2021 à l'AIK, avec l'intention de s'y imposer.

### En équipe nationale
Saku Ylätupa honore sa première sélection avec l'équipe de Finlande le 8 janvier 2019, face à la Suède. Ce jour-là, il entre en jeu en cours de partie à la place de Lassi Lappalainen, et son équipe s'impose par un but à zéro.

## Palmarès
HJK Helsinki
- Coupe de Finlande (1) :
  - Vainqueur 2016-17.